# Flo (groupe)
Pour les articles homonymes, voir Flo.
FLO (stylisé en majuscule) est un groupe de musique britannique venant de Londres. Le trio est composé de Jorja Douglas, Stella Quaresma et Renée Downer. Le groupe se forme en 2019 et signe avec Island Records. Le groupe sort leur premier single Cardboard Box qui permet au groupe de se faire connaître sur les réseaux sociaux. Le single se trouve sur leur EP The Lead sorti en juillet 2022. En janvier 2023, le trio gagne le BBC's Sound of 2023 après s'être fait nommé pour les Brit Awards en décembre 2022.

## Membres
Stella Quaresma est née à Kingston upon Thames le 28 novembre 2001. À 4 ans, elle déménage au Mozambique. Elle revient au Royaume-Uni à l'âge de 5 ans et s'installe définitivement à Londres où elle fréquente la Sylvia Young Theatre School. Elle y rencontre là-bas Renée Downer qui a un an de moins qu'elle. Elle grandit en écoutant de la musique d'artistes africains et sa mère lui fait écouter plus tard des artistes comme Etta James ou des artistes britanniques comme Amy Winehouse. Avant de rejoindre le groupe, Stella était serveuse.
Jorja Douglas est née en Allemagne le 2 janvier 2002 avant de s'installer à Hertfordshire à 8 mois. Elle grandit en écoutant du R&B grâce à sa mère Stephi Douglas, une ancienne athlète britannique. En 2017, elle participe et gagne la compétition Got What It Takes? (en). Avant de rejoindre le groupe, elle travaillait dans un cabinet de comptabilité.
Renée Downer est née le 25 septembre 2002 à Londres où elle fréquente la Sylvia Young Theatre School et rencontre Stella Quaresma qui a un an de plus qu'elle. Elle grandit en écoutant de la House, du R&B et de la musique religieuse. Avant de rejoindre le groupe elle travaillait au H&M de Regent Street. 

## Carrière

### 2019-2022: Formation et premier EP
FLO se forme en 2019. Renée Downer et Stella Quaresma se connaissent depuis l'école primaire et découvrent Jorja Douglas sur Instagram grâce à ses reprises de chansons.
Leur premier single, Cardboard Box, est produit par le producteur de disques britannique MNEK et sort le 24 mars après avoir signé avec le label Island Records. La chanson se fait connaître sur les réseaux sociaux et le clip vidéo sort en avril 2022. Il amasse plus de 900 000 vues en quelques jours. Une version acoustique sort le mois suivant. Leur deuxième single nommé Immature, également produit par MNEK, et le clip vidéo sort en juillet 2022 juste avant la sortie de leur premier EP intitulé The Lead qui sort le 8 juillet 2022. Un troisième clip vidéo pour la chanson "Summertime" qui est aussi produit par MNEK et qui figure sur l'EP sort en août 2022. FLO ressort leur EP en septembre 2022 avec une nouvelle chanson intitulée "Not My Job".
FLO font leur première apparition à la télévision le 6 octobre 2022 dans l'émission Jimmy Kimmel Live!. Elles apparaissent aussi pour la première fois à la télévision britannique dans l'émission Later... with Jools Holland. Les filles du groupe font leur première performance pour la première fois avec un medley de leur chanson "Immature" et "Cardboard Box" sur la scène des 2022 MOBO Awards. En décembre 2022, FLO devient le premier groupe à gagner le prix Brit Rising Star. En remportant le BBC's Sound of 2023 en janvier 2023, le groupe devient le premier groupe féminin à remporter les deux durant la même année. Le même jour de l'annonce de leur victoire est annoncé la sortie du remix de la chanson "Hide and Seek" de Stormzy, qui figure sur le troisième album de ce dernier, This Is What I Mean.

### 2023: Premières nominations et festivals
À partir de fin janvier 2023, la venue de FLO est annoncé pour de nombreux festivals durant l'été 2023, notamment le BBC Radio 1's Big Weekend, le Festival de l'île de Wight, le Wireless Festival au Royaume-Uni et le Summer Sonic Festival à Osaka, au Japon. Le 23 mars 2023, FLO sort leur single "Fly Girl" en featuring avec Missy Elliott, une chanson qui reprend le rythme de sa chanson "Work It".
Le 30 mars 2023, FLO embarque pour la tournée "Flo Live", qui a vendu tous les billets en Amérique du Nord et en Europe. En avril 2023, elles interprètent leur single "Fly Girl" lors du The Tonight Show Starring Jimmy Fallon.
En juin 2023, FLO performe au Summertime Ball à Londres puis au Glastonbury Festival, le plus grand festival sur la scène britannique. Le même mois, elles sont nommées pour la première aux BET Awards, notamment dans la catégorie du meilleur groupe.
En juillet 2023, le groupe sort par surprise un EP intituté 3 of Us, qui contient les chansons tant attendues par les fans "Control Freak" et "Change". Cette décision est "offerte" par le groupe "aux fans qui attendent patiemment de nouvelles musiques" en attente de leur premier album. Leur performance lors de la série de vidéos MTV's Push pour la chanson "Losing You" est nommé aux MTV Video Music Awards dans la catégorie Push Performance de l'Année. Elles sont aussi nommées en novembre 2023 pour la cérémonie des Soul Train Awards dans trois catégories différentes. Il est aussi annoncé qu'elles seront présentes au 23ème Coachella Festival au Governors Ball en été 2024,.

## Discographie

### Singles
| Année                                                      | Titre                          | Classements | Classements | Album            |
| Année                                                      | Titre                          | GBR         | NZL         | Album            |
| ---------------------------------------------------------- | ------------------------------ | ----------- | ----------- | ---------------- |
| 2022                                                       | Cardboard Box                  | 76          | 19          | The Lead         |
| 2022                                                       | Immature                       | —           | —           | The Lead         |
| 2022                                                       | Summertime                     | —           | —           | The Lead         |
| 2022                                                       | Losing You                     | —           | —           | Hors album       |
| 2023                                                       | Fly Girl (feat. Missy Elliott) | 38          | 20          | Hors album       |
| 2024                                                       | Walk Like This                 | —           | 32          | Access All Areas |
| 2024                                                       | Caught Up                      | —           | —           | Access All Areas |
| 2024                                                       | Check                          | —           | —           | Access All Areas |
| "—" indique que le single ne s'est pas classé dans ce pays |                                |             |             |                  |

### Apparitions
| Titre         | Année | Autres artiste(s) | Album |
| ------------- | ----- | ----------------- | ----- |
| Hide and Seek | 2023  | Stormzy           |       |

### Vidéos musicales
| Titre                          | Année | Réalisateur(s) |
| ------------------------------ | ----- | -------------- |
| Cardboard Box                  | 2022  | —              |
| Immature                       | 2022  | —              |
| Summertime                     | 2022  | Saorla Houston |
| Losing You                     | 2022  |                |
| Fly Girl (feat. Missy Elliott) | 2023  | Tajana Tokyo   |
| Caught Up                      | 2024  | —              |
| Check                          | 2024  | —              |
| AAA                            | 2024  | —              |
| In My Bag (feat. GloRilla)     | 2024  | —              |

### Tournées
• All Access Area Tour (2025)

## Distinctions
| Décerner                    | Année | Candidat(s)/œuvre(s) | Catégorie                       | Résultat   | Ref.  |
| --------------------------- | ----- | -------------------- | ------------------------------- | ---------- | ----- |
| Guap Gala                   | 2022  | FLO                  | Artiste musical à surveiller    | Lauréat    | ,     |
| Prix Popjustice Twenty Quid | 2022  | Cardboard Box        | Meilleur single pop britannique | En attente | [ 6 ] |